# 杉本勲
杉本 勲（すぎもと いさお、1907年5月16日 - 1991年4月28日）は、日本の歴史学者。

## 略歴
東京府豊多摩郡大久保村（現・東京都新宿区）生まれ、岐阜県出身。1932年東京帝国大学文学部国史学科卒。宮内省図書寮編修員、日本大学助教授、教授、九州大学九州文化史研究施設教授を経て、1969年九大文学部教授、1971年定年退官、名誉教授、高知県立大学教授、武蔵工業大学教授を務めた。近代日本技術史が専門。
1991年4月28日、脳梗塞のため死去。

## 著書
- 『伊藤圭介』人物叢書 吉川弘文館 1960。 新装版　1988年　ISBN　9784642051439。オンデマンド版　2021年　ISBN　9784642751438
- 『近世実学史の研究 江戸時代中期における科学・技術学の生成』吉川弘文館 1962　国立国会図書館書誌ID000001030567
- 『近世日本の学術 実学の展開を中心に』法政大学出版局 1982

### 共編
- 『体系日本史叢書 第19科学史』編 山川出版社 1967
- 『九州天領の研究 日田地方を中心として』編 吉川弘文館 1976 国立国会図書館書誌ID000001222963
- 『幕末軍事技術の軌跡 佐賀藩史料『松乃落葉』』杉本勲 [ほか]編著 思文閣出版 (製作・発売) 1987
- 『近代西洋文明との出会い 黎明期の西南雄藩』編 思文閣出版 1989